# Samothrace
Ne doit pas être confondu avec Samothrace (village).
Samothrace (en grec Σαμοθράκη / Samothrákè) est une île grecque de la mer Égée, dans la partie de la mer de Thrace, entre Imbros et Thasos à proximité des côtes de la Thrace.
La Victoire de Samothrace, qui est maintenant exposée au musée du Louvre à Paris, provient de l'île.

## Géographie
La surface de l’île est de 178 km2 et sa côte mesure environ 60 km, rocheuse en général. Son sommet, le mont Sáos (el) (ou Fengári) culmine à 1 611 mètres, d’où des précipitations suffisantes pour ne pas manquer d’eau : l’île dispose de sources et de cours d’eau alimentés toute l’année, dans lesquels il est possible de se baigner (Fonias), et d’un couvert végétal très vert et agréable, favorisé par un climat relativement tempéré (climat méditerranéen à tendance balkanique). Samothrace est couverte de chênes, pins, châtaigniers, arbres de Judée, platanes d'Orient, plantes du maquis. Dans l'Histoire, le bois fut une des principales ressources de l'île, les forêts étant rares en Grèce. En 2011, l'île, qui fait partie du district régional de l'Évros, est peuplée par moins de 3 000 habitants.

## Histoire
L'île est peuplée dès la Préhistoire. Dans l'Antiquité, elle abrite le sanctuaire des Grands Dieux, un culte à mystères, probablement d'origine préhellénique ou phénicienne, qui fait de l'île, aux yeux des Grecs, un lieu sacré. Sa position avancée vers la Thrace et l'Hellespont en fait aussi le creuset d'un syncrétisme religieux. Selon la mythologie grecque, Dardanos, le fondateur mythique de la ville de Troie, en est originaire (on lit dans l'Iliade (XIV, 77-84) que, du sommet du mont Saos, Poséidon suivait le combat des Grecs et des Troyens). Hérodote rapporte que « les Pélasges, voisins plus tard des Athéniens, habitaient primitivement Samothrace, et les insulaires leur doivent leurs mystères ». Des Cariens puis des Thraces sont aussi mentionnés sur l'île, et eux aussi pratiquaient des cultes à mystères (dont l'orphisme). Elle reçoit une colonie d'habitants de Samos au VIe siècle av. J.-C. et devient ainsi la Samos de Thrace, d'où le nom Samothrace.
En 508 av. J.-C., l'île doit payer tribut aux Perses, mais après les guerres médiques, elle entre dans la confédération de Délos mise en place par Athènes. Conquise par Philippe II pour la Macédoine elle reste sujette de ce royaume jusqu'à la conquête romaine. Elle connaît alors une phase d'indépendance entre 168 av. J.-C. et 70 ap. J.-C. jusqu'à son annexion par Vespasien. Samothrace a été un lieu de refuge pour la reine Arsinoé II, vers 280 av. J.-C., et pour le roi Persée de Macédoine après sa défaite à Pydna (168 av. J.-C.). Hérodote mentionne par ailleurs qu'à l'époque de Xerxès, les Samothraces avaient en Thrace, sur la côte de la mer Égée, une colonie du nom de Messambria.
La christianisation de l'Empire romain d'Orient place l'île de Samothrace dans la civilisation byzantine jusqu'en 1204, lorsqu'elle est conquise par la quatrième croisade. En 1355 elle passe à une famille génoise (les Gattilusi) avant de tomber sous le joug turc en 1457 pour près de cinq siècles. Elle participe au soulèvement grec de 1821 mais la population est presque entièrement exterminée ou déportée (en Anatolie) par la répression turque, et la Grèce n'obtient le rattachement de cette île qu'en 1912.
L'île se repeuple surtout à partir de 1923, à la suite des échanges de population obligatoires du traité de Lausanne : les Samothraces actuels descendent en grande partie de Pontiques et autres Micrasiates (Grecs d'Asie mineure). La période de dépeuplement n'est pas étrangère à l'abondance du couvert végétal et à la riche biodiversité de l'environnement sur l'île.
Pendant l'Occupation, Samothrace est envahie en 1941 par la Wehrmacht et la Kriegsmarine allemandes, qui surveillent d'ici le trafic des détroits menant vers la mer Noire. Fin 1944, la résistance grecque libère l'île au terme de durs combats. En revanche, l'île n'est pas touchée par la guerre civile grecque.
Le tourisme commence à se développer à partir des années 1970.

## Transports
Faute de surface plate suffisante, Samothrace ne possède pas d'aéroport. Une liaison maritime, quotidienne l'été, tri- ou bi-hebdomadaire hors-saison, est assurée avec Alexandroúpoli (environ 2h de traversée, 40 km). En saison s'ajoutaient jusqu'à récemment une liaison par hydroglisseur, ainsi que des liaisons par ferry avec Kavála (4h, 100 km), et les îles de Límnos (3h, 60 km) et Lesbos.
En raison de la géographie des côtes il n'est pas possible d'effectuer le tour de l'île en voiture : la route nord aboutit au Cap Kipos (point le plus oriental), la route sud à la plage de Pahia Ammos.

## Tourisme
Samothrace est encore à peu près épargnée par le tourisme de masse, en raison de sa situation périphérique, de sa relative difficulté d’accès et de son petit nombre de plages (Pahia Ammos, Vatos, Niki, Kipos). Elle intéresse plutôt les amateurs d’histoire, voire de mysticisme (le sanctuaire des Grands Dieux), les randonneurs et ceux qui aiment les points de vue spectaculaires (le mont Fengari). Elle est surtout connue des touristes allemands.
Samothrace compte une petite station thermale, Loutra (Therma), prisée depuis l’époque romaine, où l'on peut se baigner individuellement ou dans la piscine collective. Si le petit port de Kamariotissa, quoique reposant, est assez quelconque, Chora, le chef-lieu de l’île, situé à l’intérieur des terres et construit en amphithéâtre à flanc de montagne, est très pittoresque. On rencontre sur l’île quelques vestiges historiques (anciennes chapelles ruinées, tours génoises).
Samothrace accueille un festival annuel de musiques du monde, qui dure trois jours.

## Photos

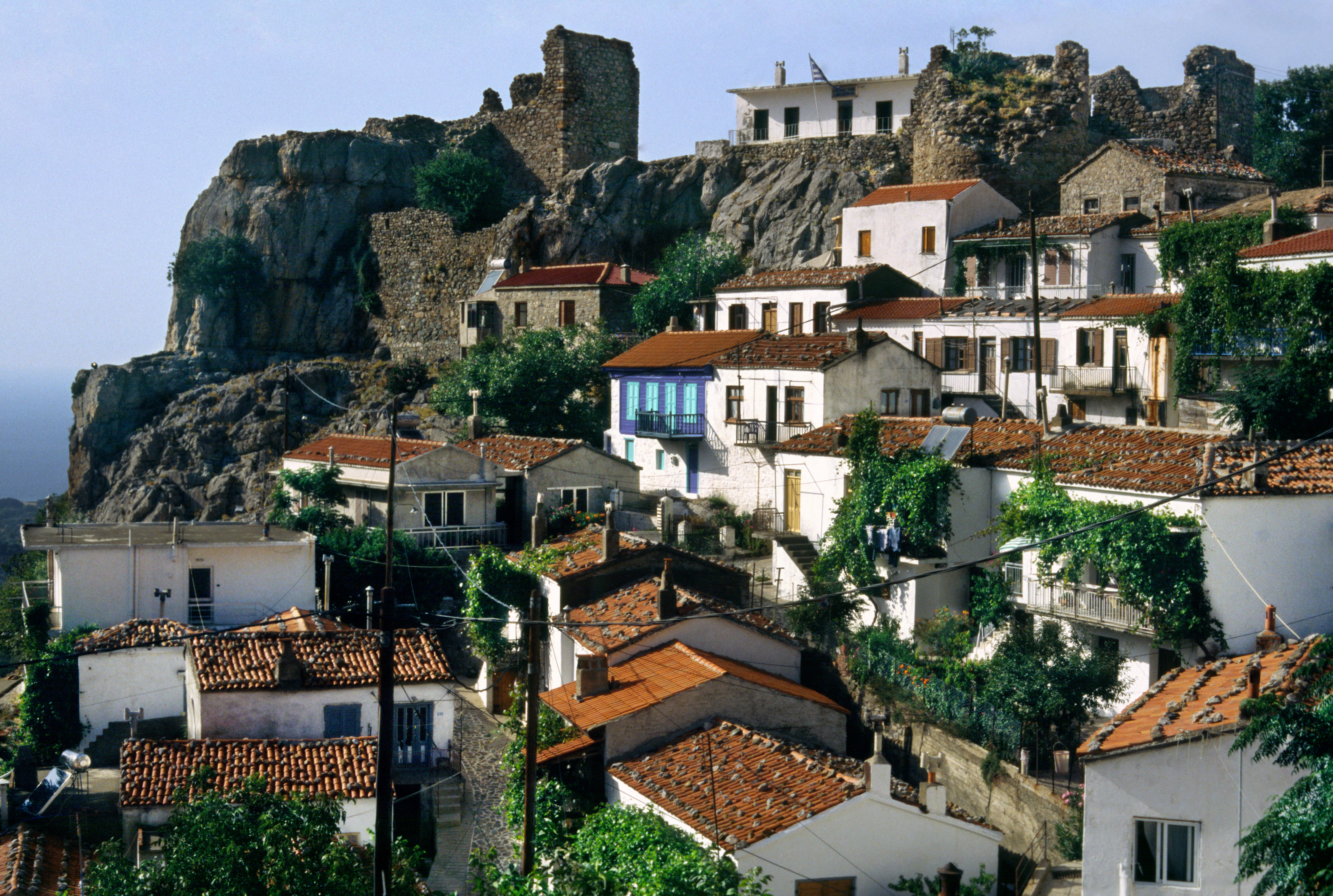
Chora, la capitale de l'île.
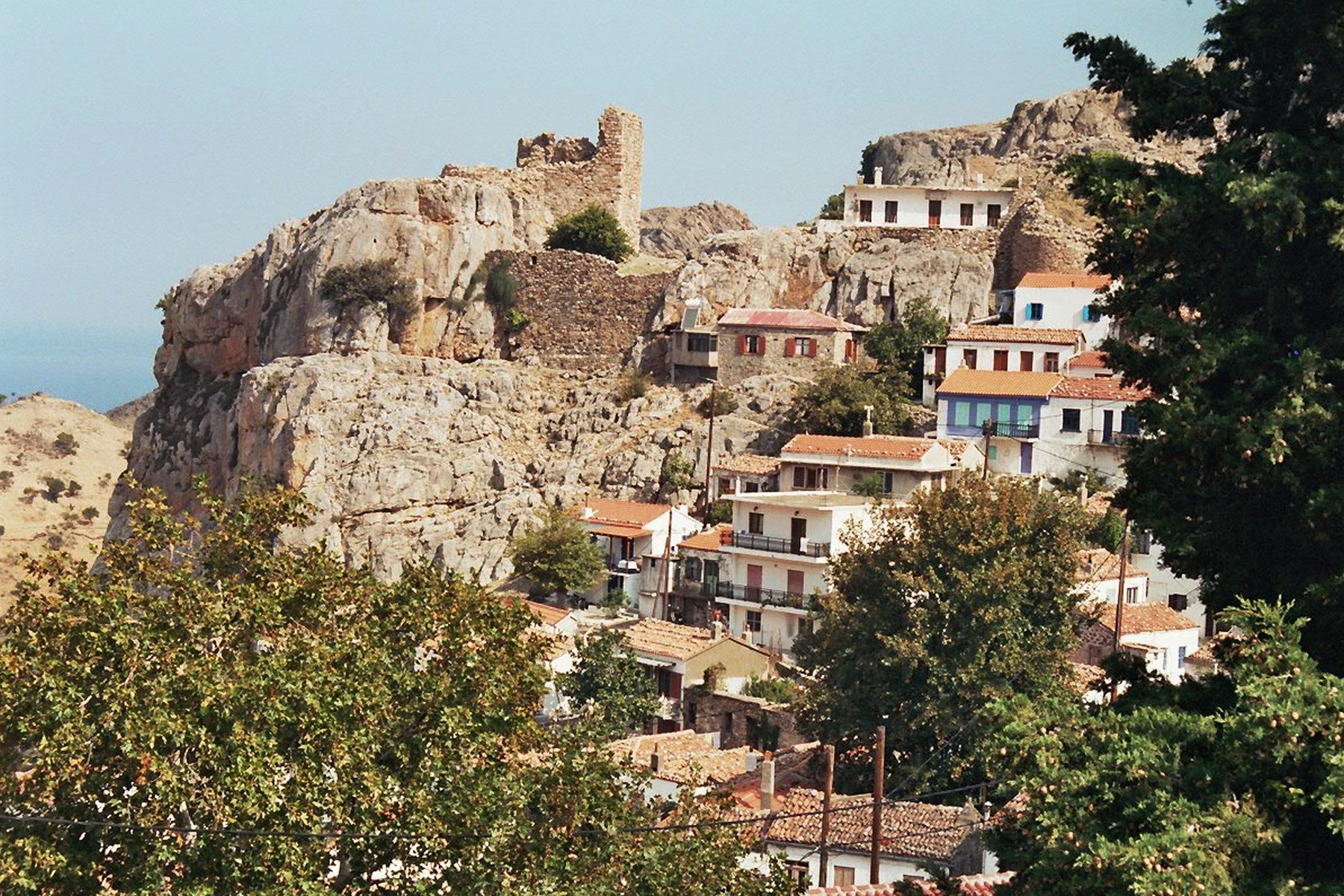
Chora, le kastro (château).
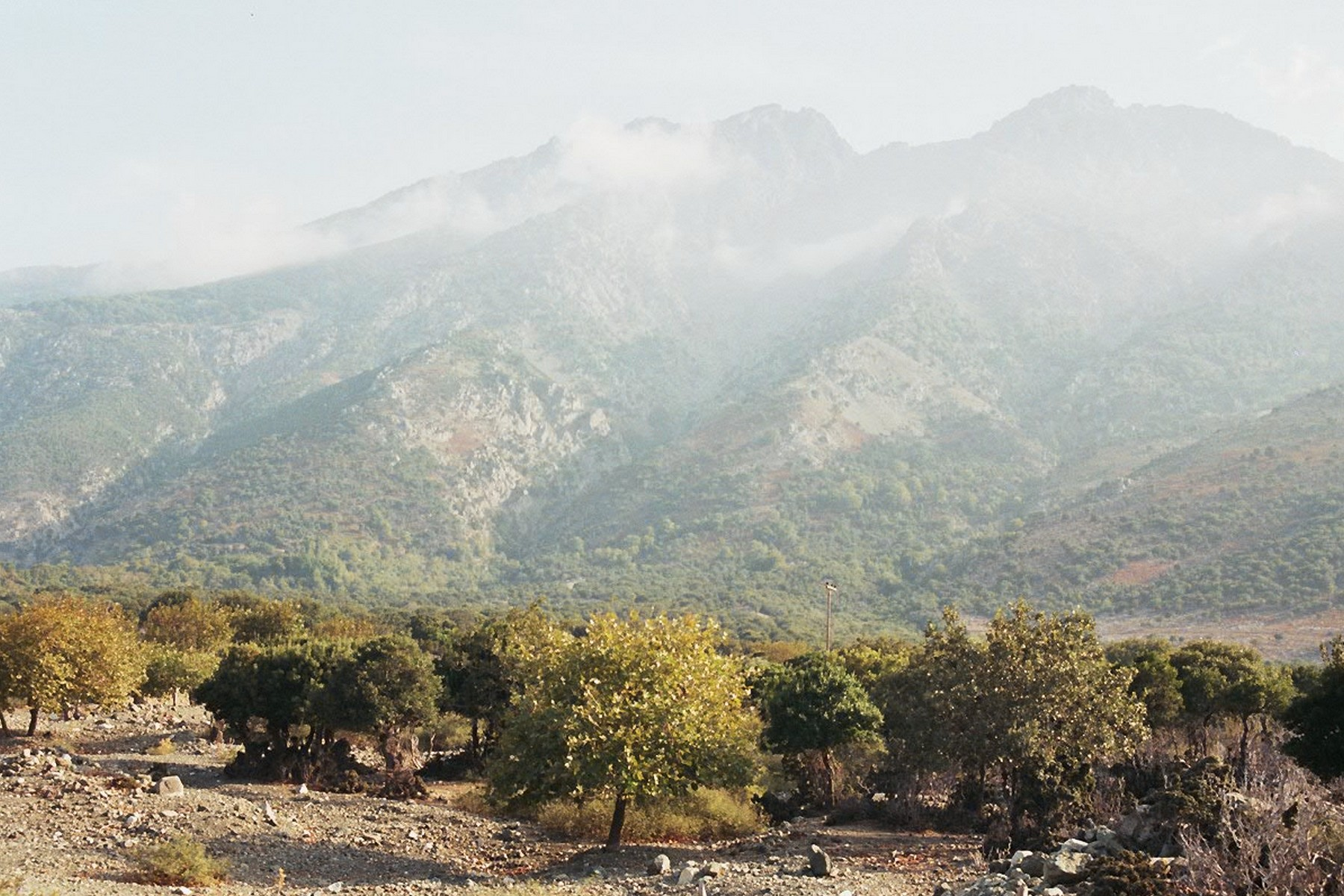
Vue sur l'intérieur depuis la côte nord.
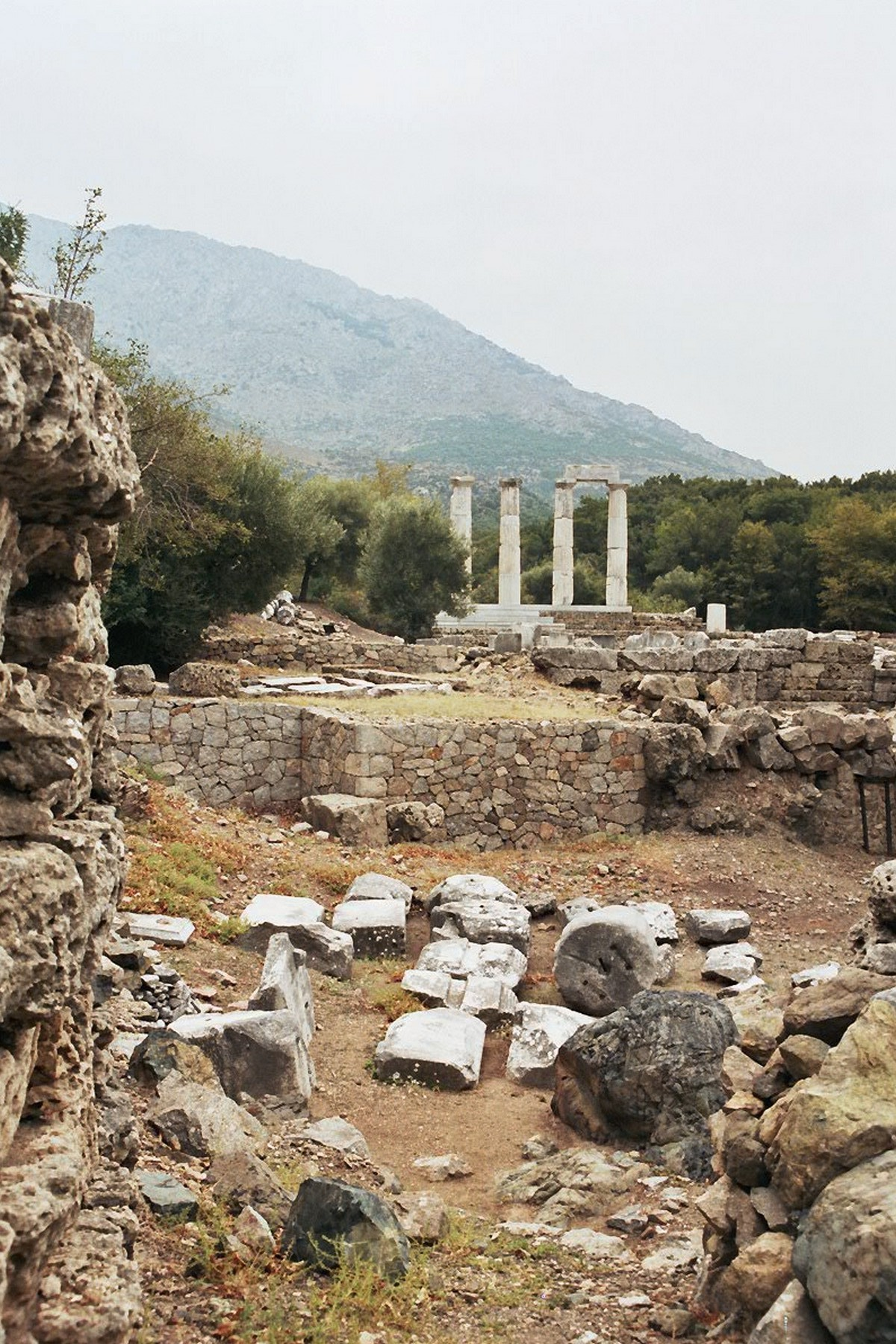
Le sanctuaire des Grands Dieux.